# クレアチナーゼ
クレアチナーゼ(Creatinase)は、以下の化学反応を触媒する酵素である。
クレアチン + 水 {\displaystyle \rightleftharpoons } サルコシン + 尿素
従って、この酵素の基質はクレアチンと水の2つ、生成物はサルコシンと尿素の2つである。
未変性の酵素は2つの単量体サブユニットから構成されることがSDS-ポリアクリルアミドゲル電気泳動によって示されている。これらのサブユニットの分子量は、47,000 g/molと推定される。この酵素はホモ二量体として作用し、塩化コリンによって誘導される。各単量体は、小さなN末端ドメインと大きなC末端ドメインの2つの明確なドメイン構造を持つ。2つの活性部位は、一方の単量体の大ドメインの残基ともう一方の単量体の小ドメインのいくつかの残基から構成されている。阻害実験により、活性部位もしくはその近傍にスルフヒドリル基があることが示唆されている。クレアチナーゼは、pH 8で最も活性が高く、37℃ 24時間の条件ではpH 6–8の範囲が最も安定であることが見いだされた。
この酵素は加水分解酵素に分類され、ペプチド結合以外の炭素-窒素結合、特に鎖状のアミジンを切断する。系統名は、クレアチンアミジノヒドロラーゼ(creatine amidinohydrolase)である。アルギニンとプロリンの代謝に関与する。

## 構造
2017年末時点で、2つの構造が解明されている。蛋白質構造データバンクのコードは、1CHMと1KP0である。